# Alberto de Agazio
Alberto de Agazio (Messina, 5 settembre 1888 – Schokken, 1º ottobre 1943) è stato un generale italiano, veterano della guerra italo-turca e della prima guerra mondiale. Durante la seconda guerra mondiale dal 1939 al 1943 fu ininterrottamente comandante dell'artiglieria del comando superiore FF.AA. Albania, poi 9ª Armata. Dopo la firma dell'armistizio dell'8 settembre 1943 venne catturato dai tedeschi il 28 successivo e deportato nel Offizierlager 64/Z a Skoki, in Polonia, dove decedette appena giunto la notte del 1º ottobre per infarto, primo tra i generali morti nei lager tedeschi. A seguire, per le cattive condizioni di salute e privi di assistenza sanitaria, anche i generali Davide Dusmet, Umberto di Giorgio, Armellini Chiappi e Rodolfo Torresan. Decorato con due Medaglie d'argento al valor militare, e insignito dei titoli di Commendatore dell'Ordine della Corona d'Italia e Cavaliere dell'Ordine coloniale della Stella d'Italia.

## Biografia
Nacque a Messina il 5 settembre 1888, figlio di Alfonso. Arruolatosi nel Regio Esercito, nel 1907 iniziò a frequentare come Allievo ufficiale la Regia Accademia Militare di Artiglieria e Genio di Torino, da cui uscì con il grado di sottotenente, assegnato all'arma di artiglieria il 4 settembre 1908, assegnato in servizio nel 7º Reggimento artiglieria da campagna. Nel 1912 prese parte alla guerra italo-turca ed in seguito alla prima guerra mondiale, raggiungendo il grado di maggiore del 19º Reggimento artiglieria da campagna nel 1918 e distinguendosi sul fronte durante i combattimenti sul Monte Asolone e sul Monte Grappa tra il 18 dicembre 1917 e il 15 giugno 1918, dove venne decorato di una Medaglia di bronzo al valor militare, successivamente tramutata in Medaglia d'argento
Dopo la fine della guerra prestò ancora servizio nel 19º Reggimento artiglieria da campagna, venendo trasferito il 7 novembre 1920 al 3º Reggimento artiglieria pesante campale.
Dal 22 aprile 1922 fu trasferito in servizio alla Scuola centrale artiglieria di Bracciano (provincia di Roma). Promosso tenente colonnello il 1º dicembre 1926 fu assegnato all'Ispettorato artiglieria a Roma, permanendovi diversi anni 
Partecipò alla guerra d'Etiopia, al comando del 1º raggruppamento artiglierie mobili, distinguendosi particolarmente durante la battaglia dell'Endertà, ottenendo la promozione a colonnello per meriti di guerra, avvenuta il 16 febbraio 1936, e il titolo di Cavaliere dell'Ordine coloniale della Stella d'Italia.
Divenne quindi comandante del 7º Reggimento artiglieria di corpo d'armata a Firenze (dipendente dal VII Corpo d'armata) rimanendovi fino al 1 settembre 1938, quando passò, per incarichi speciali, in servizio presso il comando dello stesso corpo d'armata. Il 1º dicembre dello stesso anno ritornò in forza all'Ispettorato artiglieria a Roma.
Vi permase sino all'occupazione dell'Albania quando, nell'aprile 1939, fu assegnato quale comandante facente funzioni dell'artiglieria del XXVI Corpo d'armata a Tirana. Qui, divenuto comandante titolare il 1º luglio 1940 per la promozione a generale di brigata, partecipò a tutte le complesse azioni belliche e di occupazione passando, per le varie trasformazioni e ampliamenti delle grandi unità al suo diretto controllo, al comando prima dell'artiglieria del comando superiore FF.AA. Albania e poi al comando artiglieria della 9ª Armata. Il 2 agosto 1943 fu elevato al rango di generale di divisione.
A seguito delle vicende armistiziali del settembre 1943 fu catturato da tedeschi il giorno 28, e da loro tradotto in Polonia nell'Offizierlager 64/Z di Schokken, dove giunse il 1º ottobre. Per i disagi patiti nel viaggio e per le emozioni di quei giorni il suo cuore non resse e morì improvvisamente nella notte. Venne sepolto nel cimitero di Salka, nei pressi della chiesetta e del bosco adiacenti al campo stesso, dopo solenne cerimonia funebre alla quale parteciparono anche le autorità tedesche del lager. Per onorarne la memoria fu successivamente decretata la concessione di una seconda Medaglia d'argento al valor militare.

### Fonti
1. 1 2 3 4 5  Generals.
2. 1 2 3 4 5  Petibone 2010, p. 74.
3. ↑  Supplemento ordinario alla Gazzetta Ufficiale del Regno d'Italia n.80 del 7 aprile 1938, pag.20.
4. ↑  Gazzetta Ufficiale del Regno d'Italia n.140 del 16 giugno 1939, pag.10.
5. ↑  Gazzetta Ufficiale del Regno d'Italia n.86 del 13 aprile 1937, pag.1368.
6. ↑  Bollettino ufficiale 10 settembre 1936, disp.60ª, pag.3273.